# Pasaporte estadounidense

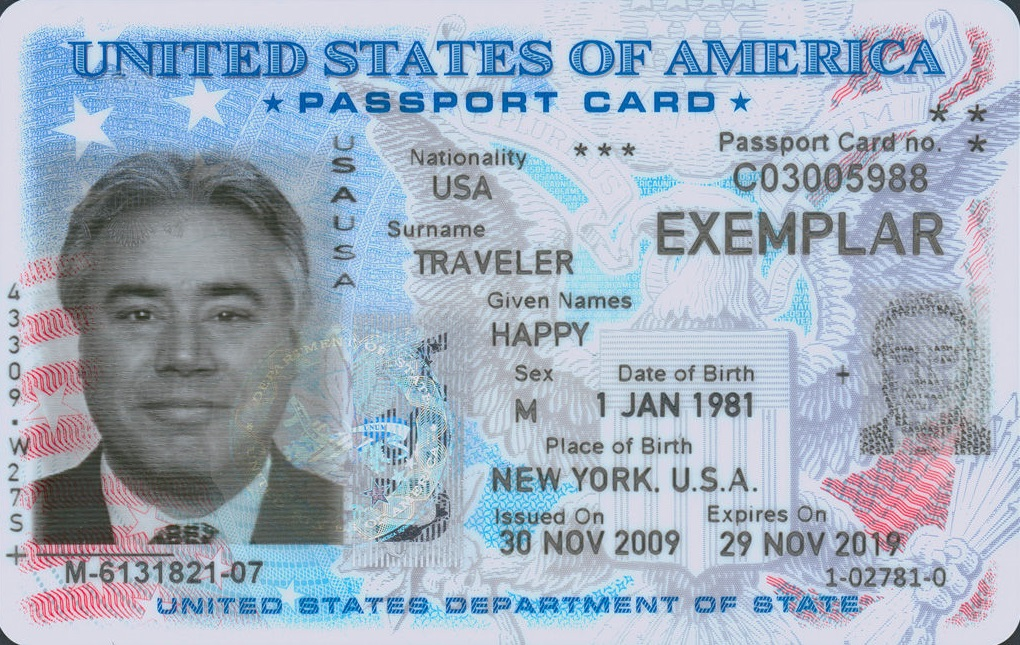
Parte frontal de una tarjeta de pasaporte (2009).

El pasaporte estadounidense (en inglés: American passport) se emite a ciudadanos estadounidenses para viajar fuera de los Estados Unidos de América. Son emitidos exclusivamente por el Departamento de Estado de los Estados Unidos. Existen dos formatos de pasaporte: libreta de pasaporte (passport booklet) y tarjeta de pasaporte (passport card).
La libreta es válida para viajar a cualquier parte del mundo, aunque para viajar a ciertos países se requiere visa. La libreta cumple con los estándares recomendados (tamaño, composición, diseño, tecnología) de la Organización de Aviación Civil Internacional (OACI). Hay cuatro tipos de pasaporte del formato libreta, aunque el Departamento de Estado emite únicamente el pasaporte biométrico como estándar desde agosto de 2007, aunque los pasaportes que no son biométricos en vigor son válidos hasta su fecha de caducidad.
El Departamento de Estado emite las tarjetas de pasaporte desde julio de 2008. Son válidas para viajar a México, Canadá, la mayoría de los países caribeños y Bermuda. Aunque las tarjetas están en conformidad con las normas recomendadas por la OACI para los documentos de viaje de tamaño de tarjeta de crédito, no pueden ser utilizadas para viajar por aire a otro país porque no cumplen con las normas recomendadas por la OACI para el pasaporte tradicional.
El pasaporte estadounidense prueba la nacionalidad del portador y, consecuentemente, su derecho de ayuda del personal consular estadounidense en el extranjero y su derecho a retornar a los Estados Unidos, si es necesario. En el caso de que un ciudadano no tenga pasaporte (por ejemplo, se lo robaron), y pueda probar su nacionalidad estadounidense por otros medios (por ejemplo, proporcionando información sobre sí mismo), tendrá derecho de ayuda consular como ciudadano o para entrar a los Estados Unidos como un ciudadano, a pesar de la falta de un pasaporte.

## Tipos de pasaporte
- Ordinario (azul): Puede ser usado por los ciudadanos en general. Tiene 10 años de duración para mayores de 16 años y de 5 años para menores de 15.
- Oficial (café): Usado por ciudadanos empleados de los Estados Unidos en el extranjero, permanentemente o temporalmente, para miembros del Congreso de los Estados Unidos en viajes oficiales. Duración: 5 años.
- Diplomático (negro): Usado por diplomáticos acreditados en el extranjero  y para ciudadanos que residen en el país que viajan por trabajo diplomático. Tiene una duración de 5 años.
- De emergencia: Usado por ciudadanos en el extranjero, en casos de urgencia. Tiene una duración de 1 año.
- Tarjeta de pasaporte: No es considerado como un pasaporte, es una tarjeta de identificación producida por el gobierno para cruzar hacia Canadá, México, el Caribe y Bermudas. No es válida para viajes aéreos internacionales. Puede ser utilizada como tarjeta de identificación para vuelos nacionales.

## Diseño del pasaporte

### Página de datos y página de firma
La página de datos es una página que contiene información sobre el titular del pasaporte. Es la única página de un pasaporte estadounidense laminada en plástico para evitar su manipulación. La página de datos tiene una zona visual y una zona legible por máquina. La zona visual contiene una fotografía digitalizada del titular del pasaporte, datos sobre el pasaporte y datos sobre el titular del pasaporte:
- Fotografía (Anchura: 2en, Altura: 2en; Altura de la cabeza (hasta la parte superior del cabello): 1.29en; Distancia desde el fondo de la foto hasta la línea del ojo: 1.18en)
- Tipo [de documento, que es "P" para "personal", "D" para "diplomático", "S" para "servicio"]
- Código [del país emisor, que es "USA" para "Estados Unidos de América"]
- Número de pasaporte
- Apellido
- Nombre(s)
- Nacionalidad
- Fecha de nacimiento
- Lugar de nacimiento (indique el estado/territorio seguido de "U.S.A." para los nacidos en Estados Unidos; indique el nombre actual del país de nacimiento para los nacidos en el extranjero)
- Sexo
- Fecha de expedición
- Fecha de caducidad
- Autoridad

La página de la firma tiene una línea para la firma del titular del pasaporte. Un pasaporte no es válido hasta que lo firma el titular con tinta negra o azul. Si el titular no puede firmar su pasaporte, éste debe ser firmado por una persona que tenga autoridad legal para firmar en nombre del titular.
En junio de 2021, el Departamento de Estado anunció que iniciaría un proceso para permitir un tercer género en los pasaportes, así como permitir a los solicitantes auto-seleccionar hombre o mujer en sus solicitudes de pasaporte en lugar de presentar certificados médicos para un cambio de género.

### Mensaje en el pasaporte
Los pasaportes de muchos países contienen un mensaje, nominalmente del funcionario encargado de la expedición del pasaporte (por ejemplo, el secretario de Estado o el ministro de Asuntos Exteriores), dirigido a las autoridades de otros países. El mensaje identifica al portador como ciudadano del país emisor, solicita que se le permita entrar y pasar por el otro país, y pide además que, cuando sea necesario, se le preste ayuda conforme a las normas internacionales. En los pasaportes estadounidenses, el mensaje está en inglés, francés y español. El mensaje dice:
En inglés:
The Secretary of State of the United States of America hereby requests all whom it may concern to permit the citizen/national of the United States named herein to pass without delay or hindrance and in case of need to give all lawful aid and protection.
en francés:
Le Secrétaire d'État des États-Unis d'Amérique prie par les présentes toutes autorités compétentes de laisser passer le citoyen ou ressortissant des États-Unis titulaire du présent passeport, sans délai ni difficulté et, en cas de besoin, de lui accorder toute aide et protection légitimes.
y en español:
El Secretario de Estado de los Estados Unidos de América por el presente solicita a las autoridades competentes permitir el paso del ciudadano o nacional de los Estados Unidos aquí nombrado, sin demora ni dificultades, y en caso de necesidad, prestarle toda la ayuda y protección lícitas.

## Idiomas
En una conferencia de la Sociedad de Naciones celebrada en 1920 sobre los pasaportes y los viajes en tren, se recomendó que los pasaportes estuvieran escritos en francés (históricamente, la lengua de la diplomacia) y en otra lengua.
El inglés, la lengua nacional de facto de Estados Unidos, siempre se ha utilizado en los pasaportes estadounidenses. En algún momento después de 1920, se utilizaron el inglés y el francés en los pasaportes. El español se añadió durante la segunda administración Clinton.
Los nombres de los campos en la página de datos, el mensaje del pasaporte, la advertencia en la segunda página de que el portador es responsable de obtener visados y las designaciones de las páginas de enmiendas y endosos, están impresos en inglés, francés y español.

## Requisitos de visa

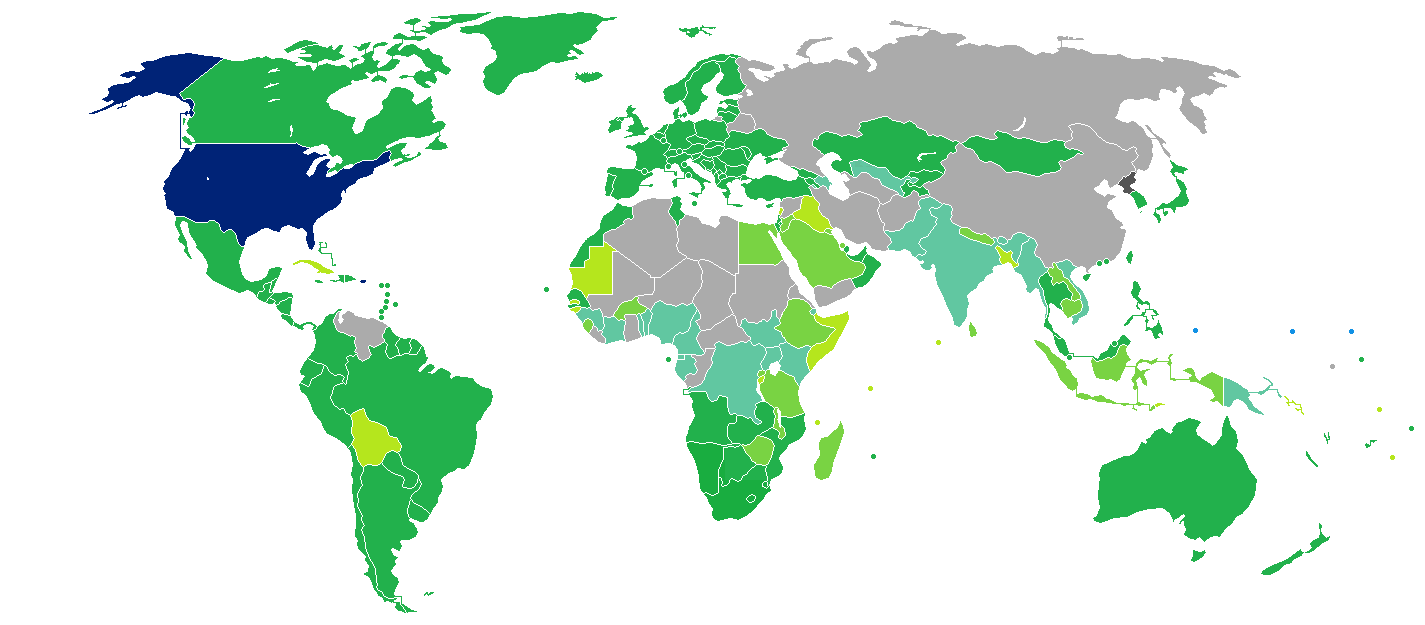
Requisitos de visa para ciudadanos de los Estados Unidos con pasaportes regulares
Estados Unidos
Sin necesidad de visa
Visa a la llegada
Visa electrónica
Visa a la llegada o visa electrónica
Visa requerida
Prohibición de viaje impuesta por el gobierno federal de EE. UU.

Los requisitos de visa para los ciudadanos de los Estados Unidos son restricciones administrativas de entrada impuestas por las autoridades de otros estados a los ciudadanos de los Estados Unidos. A partir del 11 de enero de 2020, los titulares de un pasaporte de los Estados Unidos pueden visitar 184 países y territorios sin una visa o con una visa a su llegada, lo que lo ubica en el séptimo lugar en términos de libertad de viaje (empatado con Bélgica, Grecia, Noruega y el Reino Unido). De acuerdo con Henley Passport Index. Adicionalmente, Arton Capital's Passport Index clasificó al pasaporte de los Estados Unidos en tercer lugar en el mundo en términos de libertad de viaje, con una puntuación sin visa de 165 (empatado con los pasaportes daneses, holandeses, franceses, finlandeses, italianos, luxemburgueses, noruegos, singapurenses, surcoreanos, españoles y suecos), al 17 de enero de 2019. El gobierno de los Estados Unidos ha prohibido a todos los ciudadanos estadounidenses viajar a Corea del Norte sin un permiso especial, lo que invalida todos los pasaportes estadounidenses para viajar al país.